# Arcieparchia di Tellicherry
L'arcieparchia di Tellicherry (in latino Archieparchia Tellicherriensis) è una sede metropolitana della Chiesa cattolica siro-malabarese in India. Nel 2022 contava 274.350 battezzati su 3.813.747 abitanti. È retta dall'arcieparca Joseph Pamplany.

## Territorio
L'arcieparchia estende la sua giurisdizione sui fedeli della Chiesa cattolica siro-malabarese nei distretti civili di Kannur (in parte) e Kasaragod nel nord dello stato indiano del Kerala.
Sede arcieparchiale è la città di Thalassery (Tellicherry), dove si trova la cattedrale di San Giuseppe.
Il territorio è suddiviso in 254 parrocchie, raggruppate in 19 foranie.

### Provincia ecclesiastica
La provincia ecclesiastica di Tellicherry, istituita nel 1995, comprende le seguenti suffraganee:
- l'eparchia di Mananthavady, eretta nel 1973;
- l'eparchia di Thamarasserry, eretta nel 1986;
- l'eparchia di Belthangady, eretta nel 1999;
- l'eparchia di Bhadravathi, eretta nel 2007;
- l'eparchia di Mandya, eretta nel 2010.

## Storia
L'eparchia di Tellicherry fu eretta il 31 dicembre 1953 con la bolla Ad Christi Ecclesiam di papa Pio XII, con giurisdizione sui fedeli di rito siriaco orientale residenti nella diocesi latina di Calicut. Originariamente era suffraganea dell'arcieparchia di Ernakulam (oggi arcieparchia di Ernakulam-Angamaly).
Il 29 aprile 1955 ampliò il proprio territorio, estendendo la sua giurisdizione ai fedeli di rito siriaco orientale residenti nelle diocesi latine di Mangalore e di Mysore.
Il 1º marzo 1973 e il 28 aprile 1986 cedette porzioni del suo territorio a vantaggio dell'erezione rispettivamente delle eparchie di Mananthavady (cui cedette ulteriore territorio il 4 dicembre 1975) e di Thamarasserry.
Il 18 maggio 1995 l'eparchia è stata elevata al rango di arcieparchia metropolitana con la bolla Spirituali bono di papa Giovanni Paolo II.
Il 24 aprile 1999 ha ceduto un'altra porzione di territorio a vantaggio dell'erezione dell'eparchia di Belthangady.

## Cronotassi degli arcieparchi
Si omettono i periodi di sede vacante non superiori ai 2 anni o non storicamente accertati.
- Sebastian Valloppilly † (16 ottobre 1955 - 18 febbraio 1989 ritirato)
- George Valiamattam (18 febbraio 1989 - 29 agosto 2014 ritirato)
- George Njaralakatt (29 agosto 2014 - 15 gennaio 2022 ritirato)
- Joseph Pamplany, dal 15 gennaio 2022

## Statistiche
L'arcieparchia nel 2022 su una popolazione di 3.813.747 persone contava 274.350 battezzati, corrispondenti al 7,2% del totale.
| anno | popolazione | popolazione | popolazione | presbiteri | presbiteri | presbiteri | presbiteri                | diaconi | religiosi | religiosi | parrocchie |
| anno | battezzati  | totale      | %           | numero     | secolari   | regolari   | battezzati per presbitero | diaconi | uomini    | donne     | parrocchie |
| ---- | ----------- | ----------- | ----------- | ---------- | ---------- | ---------- | ------------------------- | ------- | --------- | --------- | ---------- |
| 1970 | 263.635     | 12.000.000  | 2,2         | 242        | 190        | 52         | 1.089                     |         | 74        | 530       | 151        |
| 1980 | 289.042     | ?           | ?           | 225        | 182        | 43         | 1.284                     |         | 56        | 1.050     | 209        |
| 1990 | 247.234     | 2.715.000   | 9,1         | 186        | 156        | 30         | 1.329                     |         | 37        | 815       | 195        |
| 1999 | 306.256     | 3.500.000   | 8,8         | 296        | 212        | 84         | 1.034                     |         | 174       | 1.806     | 232        |
| 2000 | 289.562     | 3.550.000   | 8,2         | 264        | 187        | 77         | 1.096                     |         | 165       | 1.291     | 189        |
| 2001 | 295.200     | 3.600.000   | 8,2         | 267        | 202        | 65         | 1.105                     |         | 154       | 1.588     | 189        |
| 2002 | 285.126     | 3.605.000   | 7,9         | 274        | 201        | 73         | 1.040                     |         | 197       | 1.656     | 201        |
| 2003 | 278.804     | 3.605.000   | 7,7         | 268        | 199        | 69         | 1.040                     |         | 168       | 1.392     | 207        |
| 2004 | 279.200     | 3.650.000   | 7,6         | 284        | 210        | 74         | 983                       |         | 148       | 1.415     | 213        |
| 2009 | 307.500     | 3.758.000   | 8,2         | 381        | 251        | 130        | 807                       |         | 353       | 2.032     | 233        |
| 2010 | 307.682     | 3.810.000   | 8,1         | 401        | 276        | 125        | 767                       |         | 332       | 1.936     | 234        |
| 2014 | 302.007     | 3.550.000   | 8,5         | 424        | 280        | 144        | 712                       |         | 430       | 1.752     | 245        |
| 2017 | 283.395     | 3.620.000   | 7,8         | 430        | 283        | 147        | 659                       |         | 402       | 1.872     | 245        |
| 2020 | 289.559     | 3.829.346   | 7,6         | 462        | 291        | 171        | 626                       |         | 440       | 1.973     | 254        |
| 2022 | 274.350     | 3.813.747   | 7,2         | 495        | 320        | 175        | 554                       |         | 425       | 1.968     | 254        |